# Gabara atomosa
Gabara atomosa är en fjärilsart som beskrevs av William Schaus 1906. Gabara atomosa ingår i släktet Gabara och familjen nattflyn. Inga underarter finns listade i Catalogue of Life.